# بیورن روتر
بیورن روتر (انگلیسی: Björn Rother؛ زادهٔ ۲۹ ژوئیهٔ ۱۹۹۶) بازیکن فوتبال اهل آلمان است.